# Euclystis fuscata
Euclystis fuscata là một loài bướm đêm trong họ Erebidae.